# Deutsches Meisterschaftsrudern 1889
Das 8. Deutsche Meisterschaftsrudern wurde 1889 in Frankfurt am Main ausgetragen. Wie in den Jahren zuvor wurde nur im Einer der Männer ein Meister ermittelt. Nachdem Achilles Wild von der Frankfurter Rudergesellschaft Germania 1869 zuvor fünfmal in Folge den Meistertitel gewinnen konnte, wurde diesmal Emil Döring vom RC Favorite Hammonia deutscher Meister.

## Medaillengewinner
| Bootsklasse | Gold                               | Silber                                        | Bronze                           |
| ----------- | ---------------------------------- | --------------------------------------------- | -------------------------------- |
| Einer       | Emil Döring (RC Favorite Hammonia) | Ferdinand Leux (Frankfurter RG Germania 1869) | Carl Krailing (Gießener RG 1877) |